# Юха Канкунен
Юха Матті Пеллерво Канкунен (фін. Juha Matti Pellervo Kankkunen; нар. 2 квітня 1959) — фінський автогонник. Чотириразовий чемпіон світу з ралі. Вважається одним з найбільш успішних автогонників в цьому турнірі. Фін є єдиним переможцем чемпіонату світу, який завоював титули за кермом машин трьох різних марок: Peugeot (1986), Lancia (1987 і 1991) і Toyota (1993). Канкунен став першим, хто зміг відстояти титул чемпіона світу з ралі, потім він став першим у світі трьох- і чотириразовим переможцем чемпіонату світу з ралі (згодом було повторено Томмі Мякіненом, і перевершено Себастьяном Льобом і Себастьеном Ожье). Також Канкунену належать два світові рекорди швидкості на льоду (2007, 2011).

## Кар'єра
Юха Канкунен народився неподалік Ювяскюля — міста, що вважається ралійною столицею Фінляндії. Тут він і взяв участь у своєму першому ралі у класі WRC за кермом Ford Escort RS, фінішувавши на 14-му місці у загальному заліку та другим у своїй заліковій групі. У період з 1983 по 1985 роки фін виступав за кермом Toyota Celica, на якій у сезоні 1985 року здобув свою першу перемогу на Ралі Сафарі.
В 1986 році він пересів за кермо Peugeot 205 Turbo16, і, здобувши за рік три перемоги, завоював корону чемпіона світу, ставши наймолодшим в історії володарем титулу на той момент. Цікавий випадок трапився під час Ралі Сан-Ремо 1986 року. Канкунен лідирував у гонці, проте італійські організатори в певний момент зняли французьку команду з етапу, нібито через використання аеродинамічного оперення автомобіля неправильної форми. Пізніше спеціальна комісія ФІА перевірила машини Peugeot та не знайшла порушень. Проте перегони вже відбулися, а пілотам цієї команди не дозволили показати результати. Через це підсумки змагань вирішили анулювати, що стало єдиним випадком такого роду в історії WRC. Перерахунок підсумкових очок в особистий залік призвів до того, що чемпіонський титул 1986 року дістався не Маркку Алену, а Юсі Канкунену.
Через рік Канкунен повторив успіх, ставши першим в історії, хто зміг відстояти титул, і першим чемпіоном світу з ралі на машині Групи A. При цьому він виступав у команді Martini Lanciaruen, з пілотами якої вів принципову боротьбу весь попередній рік. Також він отримав перший титул для моделі Lancia Delta HF 4WD, яка разом зі своїми модифікаціями в майбутньому стане легендарною у WRC.
У 1988 році фін повернувся до Toyota, де за два роки виступів здобув лише одну перемогу. На Toyota Celica ST185, за кермом якої він виступав, часто виникали технічні проблеми, через які пілотові доводилося завершувати етапи ралі достроково. Невдачі змусили Канккунена залишити японську команду і в 1990 році він повернувся в Lancia. У цій команді в 1991 році він знову став чемпіоном, ставши на той час першим пілотом, який зумів тричі здобути чемпіонський титул у WRC.
Канкунен 1988 року здобув перемогу в ралі Париж-Дакар. Також він вигравав Гонку Чемпіонів у 1988 та 1991 роках.
Наприкінці 1992 року заводська команда Lancia оголосила про свій вихід з чемпіонату світу з ралі, і фін знову повернувся до Toyota. Цього разу в японській команді він здобув за рік п'ять перемог та вчетверте став чемпіоном світу. У сезоні 1994 року фін за підсумками чемпіонату зайняв четверте місце, а 1995 року разом з усією командою Toyota був дискваліфікований з чемпіонату за порушення технічного регламенту. Наступного року він виступав у команді TTE.
У 1997 «летючий фін» перейшов у команду Ford, де досить успішно виступав два роки. Сезони 1999—2000 років він провів уже за кермом Subaru, де здобув дві перемоги та шість разів фінішував на подіумі. Останні два сезони фінський пілот провів у команді Hyundai.
У липні 2010 року він взяв участь в одному з етапів WRC, Ралі «Тисяча Озер», де фінішував на 8-му місці. 
Дует Юхи Канкунена зі штурманом Юхою Піїроненом отримав прізвисько «Два Юха два».

## Виграні ралі
| №  | Ралі                | Сезон | Штурман       | Автомобіль                 |
| -- | ------------------- | ----- | ------------- | -------------------------- |
| 1  | Ралі Сафарі         | 1985  | Фред Галлахер | Toyota Celica TCT          |
| 2  | Ралі Кот-д'Івуара   | 1985  | Фред Галлахер | Toyota Celica TCT          |
| 3  | Ралі Швеції         | 1986  | Юха Пііронен  | Peugeot 205 Turbo 16 E2    |
| 4  | Ралі Акрополіс      | 1986  | Юха Пііронен  | Peugeot 205 Turbo 16 E2    |
| 5  | Ралі Нової Зеландії | 1986  | Юха Пііронен  | Peugeot 205 Turbo 16 E2    |
| 6  | Ралі США            | 1987  | Юха Пііронен  | Lancia Delta HF 4WD        |
| 7  | Ралі Великобританії | 1987  | Юха Пііронен  | Lancia Delta HF 4WD        |
| 8  | Ралі Австралії      | 1989  | Юха Пііронен  | Toyota Celica GT-Four      |
| 9  | Ралі Австралії      | 1990  | Юха Пііронен  | Lancia Delta Integrale 16V |
| 10 | Ралі Сафарі         | 1991  | Юха Пііронен  | Lancia Delta Integrale 16V |
| 11 | Ралі Акрополіс      | 1991  | Юха Пііронен  | Lancia Delta Integrale 16V |
| 12 | Ралі «Тисяча Озер»  | 1991  | Юха Пііронен  | Lancia Delta Integrale 16V |
| 13 | Ралі Австралії      | 1991  | Юха Пііронен  | Lancia Delta Integrale 16V |
| 14 | Ралі Великобританії | 1991  | Юха Пііронен  | Lancia Delta Integrale 16V |
| 15 | Ралі Португалії     | 1992  | Юха Пііронен  | Lancia Delta HF Integrale  |
| 16 | Ралі Сафарі         | 1993  | Юха Пііронен  | Toyota Celica Turbo 4WD    |
| 17 | Ралі Аргентина      | 1993  | Нікі Гріст    | Toyota Celica Turbo 4WD    |
| 18 | Ралі «Тисяча Озер»  | 1993  | Дені Жіроде   | Toyota Celica Turbo 4WD    |
| 19 | Ралі Австралії      | 1993  | Нікі Гріст    | Toyota Celica Turbo 4WD    |
| 20 | Ралі Великобританії | 1993  | Нікі Гріст    | Toyota Celica Turbo 4WD    |
| 21 | Ралі Португалії     | 1994  | Нікі Гріст    | Toyota Celica Turbo 4WD    |
| 22 | Ралі Аргентина      | 1999  | Юха Репо      | Subaru Impreza WRC         |
| 23 | Ралі «Тисяча Озер»  | 1999  | Юха Репо      | Subaru Impreza WRC         |